# Пху Пху Тхин
Пху Пху Тхин (бирм. ဖြူဖြူသင်း, род. 23 декабря 1972) — активистка по борьбе с ВИЧ / СПИДом, бирманский политик, которая была депутатом Палаты представителей с 2012 года до своего отстранения от должности в результате государственного переворота в Мьянме в 2021 году.

## Политическое заключение
21 мая 2007 года Пху Пху была арестована в Янгоне за организацию молитвенной встречи с призывом освободить задержанного лидера Национальной лиги за демократию Аун Сан Су Чжи. Объявления не были предъявлены, её держали под стражей более месяца и освободили 2 июля 2007 года. Государственный департамент США призывал к её освобождению.
Как активистка, Пху Пху открыто критиковала Государственный совет мира и развития, который, по её словам, занижает количество случаев ВИЧ и СПИДа в Мьянме. Она управляет клиникой в Янгоне, которая предоставляет лечение, лекарства и консультации пациентам с ВИЧ и СПИДом.
Находясь в заключении, Пху Пху объявила голодовку, принимая только жидкости в течение недели. Её семья, которой не сообщили, где её держат, заявила, что подаст заявление в полицию о пропаже.
До этого Пху Пху уже задерживали в 2000 году после того, как она и другие сторонники Су Чжи были увезены полицией с митинга в поддержку Су Чжи. Некоторое время её держали в тюрьме Инсейн.

## Международное признание
В 2007 году организация Человек в беде наградила Пху Пху совместно с другими заключенными, Су Су Нвай и Нилар Тейн, премией Homo Homini Award.

## Политическая карьера
Пху Пху была избрана депутатом палаты представителей (Pyithu Hluttaw) в избирательном округе Mingala Taungnyunt на дополнительных выборах 2012 года. 